# Roji

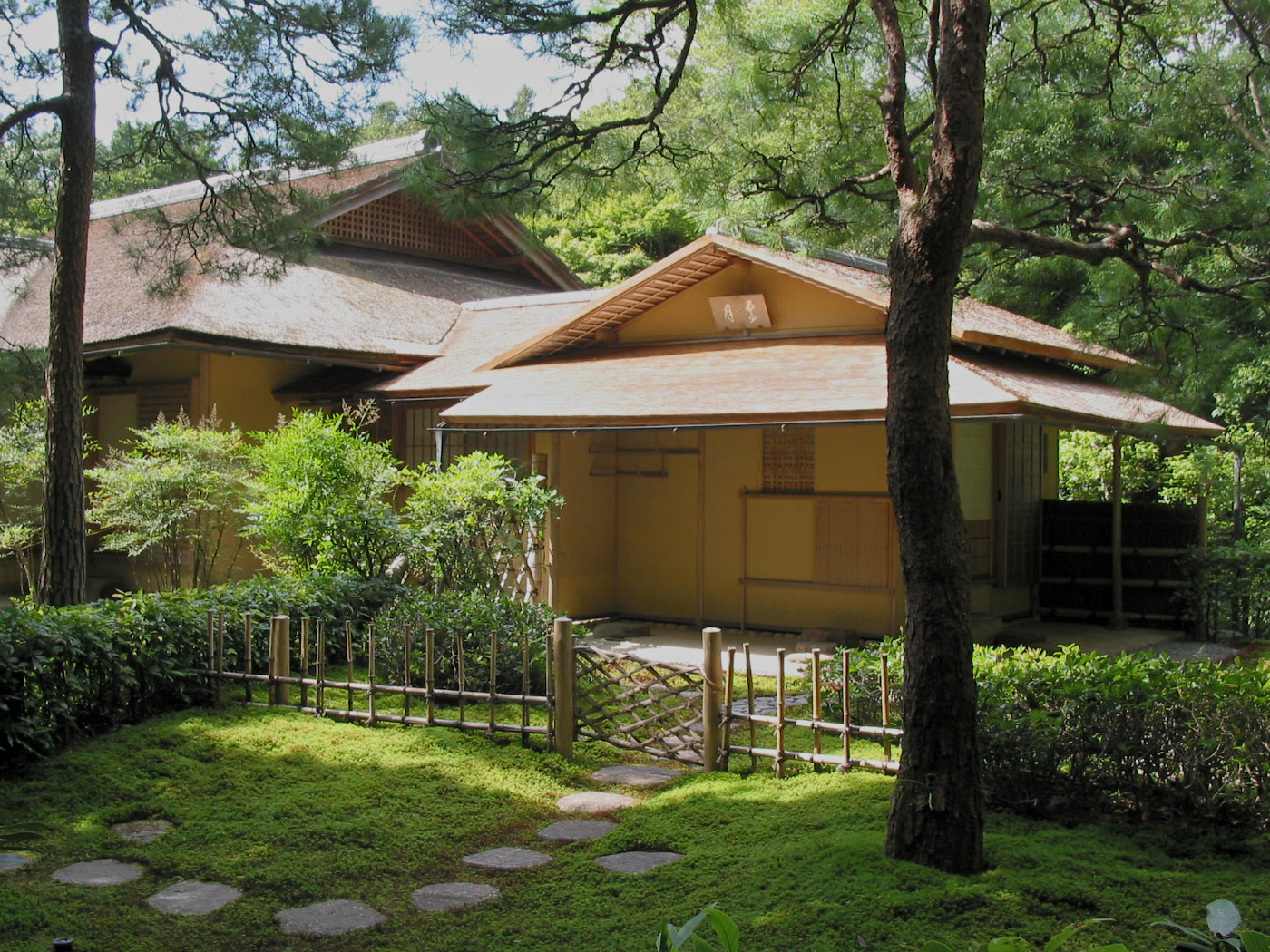
Roji, der zum Seigetsu chashitsu am Ise-Schrein führt. Typische Elemente sind hier die Trittsteine, der Moos-Teppich-Bambus, das Tor und damit die Aufteilung in äußeren und inneren Garten.

Roji (jap. 露地, dt. „taubedeckter Boden“) ist die japanische Bezeichnung für eine spezielle Form des japanischen Gartens, durch den geladene Gäste einer Teezeremonie zum Teehaus (茶室, chashitsu) gelangen. Den Roji-Garten zeichnet u. a. eine Atmosphäre der Einfachheit (Wabi-Sabi) und Frische aus.

## Entwicklung
Sen no Rikyū soll entscheidend an der Entwicklung des Roji-Gartens beteiligt gewesen sein. An seinem Teehaus Myōki-an erhielt die „Ärmel-Bürsten-Kiefer“ ihren Namen wegen der reduzierten Größe des Gartens. Für sein Teehaus in Sakai plante er Hecken, um den Blick über die Inlandssee zu vermeiden, und nur wenn ein Gast sich über das tsukubai beugte, konnte er diesen Blick haben. Rikyū erklärte seine Gestaltung mit einem Zitat von Sōgi. Kobori Enshū war ebenfalls ein führender Fachmann.

## Gestaltungselemente

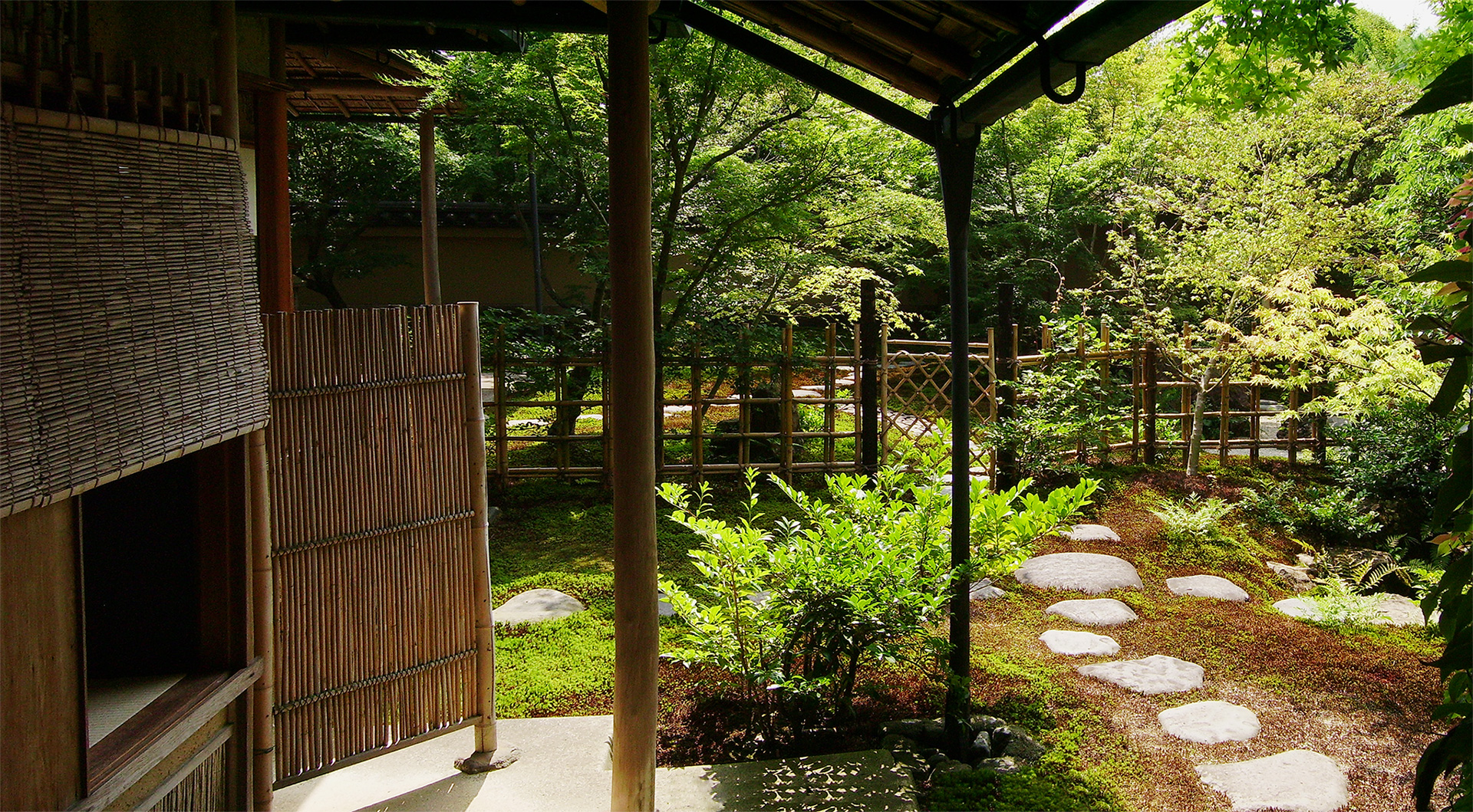
Roji mit der Nijiri-guchi (躙り口), dem schmalen Gäste-Eingang zum Teehaus, im Adachi-Kunstmuseum, Yasugi, Präfektur Shimane, Japan.

Der Roji ist normalerweise in einen äußeren und einen inneren Garten aufgeteilt, mit einem „Machiai“ (Warte-Unterstand). Typische Gestaltungselemente umfassen:
- das tsukubai, ein Wasserbecken für die symbolische Reinigung der Gäste vor der eigentlichen Teezeremonie;
- die tōrō, eine Steinlaterne;
- tobi ishi, durch den Garten führende Trittsteine; und
- ein Gartentor, durch das der Gast durchschreitend alles Weltliche hinter sich zurücklässt.[6][7][8]

Auffällige Pflanzungen werden grundsätzlich vermieden zu Gunsten von Moos, Farn und immergrünen Pflanzen, obwohl Ume und japanischer Ahorn zuweilen auch verwendet werden.

## Einflüsse
Laut Sadler ist der Roji mit seiner geringen Größe, den harmonischen Proportionen und einer verhaltenen Unterschwelligkeit als Modell für japanische Atriumgärten zu sehen.